# Spiraea ×arguta
Hybride
Parent A de l'hybridation 
   Spiraea ×multiflora  
×

Parent B de l'hybridation 
  Spiraea thunbergii  
Spiraea ×arguta, dite « spirée » par les horticulteurs, est une espèce de plantes à fleurs de la famille des rosacées. C'est un arbuste ornemental hybride. Il a été obtenu par le croisement de Spiraea ×multiflora (un autre hybride) et de l'espèce Spiraea thunbergii.